# 郭廷亮
郭廷亮（1921年—1991年11月16日），生於雲南省河西縣（今通海縣西北河西鎮）。前中華民國陸軍少校，台灣白色恐怖受難者。曾為孫立人將軍部屬，在孫立人兵變案中有人為羅織孫立人的罪名而指控郭廷亮為匪諜。郭廷亮遭長期關押後特赦出獄。1991年，郭本欲自臺北南下臺中參加孫立人相關活動；然而在中壢火車站，被人發現他從南下的復興號列車被拋出至第二月臺。緊急送臺灣省立桃園醫院後，宣告不治。儘管法醫、檢察官在有疑點但無其他證據下以「交通事故」、「跳車身亡」為由宣告結案，郭廷亮之死仍被社會各界，包括其家屬，懷疑是他殺。

## 生平
抗战初期曾就读于云南大学，1939年弃学从军，考入“财政部税警总队官警教练所学员队”，1940年毕业留所任教官、副区队长、区队长等职。1942年，调任陆军新编三十八师中尉排长，随中國遠征軍入缅作战。
1946年3月，任新1军榴弹炮营少校连长，参加东北内战。1948年1月在沈阳与李玉竹结婚。1949年11月2日沈阳陷共后，与妻子一道离开了沈阳，先到达天津，后又经上海与新1军溃散官兵一道到台湾。任陆军训练司令部储训班第四队副队长、第四军官训练班入伍生部队少校营长、陆军军官学校教导营营长、陆军总司令部搜索组大队长。1950年秋，陆军步兵学校在高雄縣鳳山鎮复校，郭廷亮就读于步兵学校高级班十九期，1954年毕业后，留校担任少校战术教官。
从1954年12月起，政工当局“收到部队以及官校中政工人员一连串的密报，指出孙立人若干旧部，特别是郭廷亮有很多问题”，从1954年年底到1955年5月，至少有四五封密报信，“针对下级来的报告，政工的上级自然大为紧张”。
1955年5月25日，郭廷亮被宪兵逮捕，遭到嚴刑審訊，連續遭刑求十數日，但郭廷亮始終不肯承認。1955年6月5日（即蒋中正在屏东机场举行盛大阅兵式纪念诺曼底登陆11周年的所谓“兵谏叛变案”的前夜）宪兵司令部政战主任阮成章主持彻夜大公审之后，郭被保密局侦防组带走，转押台北延平南路113号，由特勤室主任毛惕园与侦防组组长谷正文刑讯多日无果。1955年6月20日起，毛惕园要求郭廷亮“扮演假匪谍自首”，“由于被捕军官三百余人，而今又找不出你们的罪证，致使中外舆论哗然，社会谣言四起，众说纷坛，所以你必须站在党国利益的立场，来与我们密切合作，扮演假匪谍自首，使政府对舆论及社会各界有所交代。”7月14日，“毛人鳳”（实际上此时在美公干，毛安排了一个替身）与毛惕园二人向郭廷亮詐稱孫立人遭到誣告，只要郭肯担下匪谍罪名，保证在军法审判时，得以无期徒刑结案，并在适当时期给予减刑特赦，此外政府还会负责照顾郭一家老小并且给他一栋房子；老先生则保证不予追究孙立人。郭廷亮又僵持了近2个月，直至9月初组成「九人调查团」主办「郭案」：
- 副总统陈诚
- 司法部长王宠惠
- 国民党中央纪律委员会主任委员吴忠信
- 总统府资政许世英
- 总统府秘书长张群
- 总统府战略顾问委员会主任何应钦
- 行政院副院长王云五
- 行政院副院长黄少谷
- 国防部长俞大维

毛惕园写了一封由他和“毛人凤”签名落款的保证书，把之前的承诺白纸黑字记录下来，交给郭廷亮夫人保存。并在九人调查团委派无党无派的王云五找郭廷亮谈话的前夕，9月9日晚“毛人凤”又找到郭廷亮说服。9月10日郭被保密局侦防组押送到军法局与王云五约谈，承認自己是匪諜，供证签字在案。10月20日，中央社全文公布了九人调查委员会的报告书，公布了“郭廷亮所担负之匪谍任务及其所利用之因素”等内容，主要为：郭廷亮受孙立人指派，与第四军官训练班毕业的100多同学建立联系，登记造册，在各部队中形成组织；在得知1955年6月6日蒋中正在屏东机场阅兵消息后，郭廷亮想借助第四军官训练班同学发动“兵谏”，并进而激发“兵变”。蔣介石以郭廷亮的供证為證據，逼迫孫立人辭職，起訴孫立人，長期軟禁孫立人達33年之久。
1956年6月29日，郭廷亮被軍法庭判死刑。同日接獲上級命令，依《赦免法》改無期徒刑。其妻與二子1956年初搬进特勤室主任毛惕园在圆山的家中居住。郭在单独关押近十年后被转移到桃园的情报局看守所。1975年4月5日，蔣介石過世，郭廷亮被減刑為15年刑滿出獄。7月8日，警備總部總司令鄭為元下令以郭廷亮有英文專長，準備聘用他為英文教師為由，將他移送到綠島。之後被指派擔任綠指部的後勤組工作，再改為圖書館管理員，將他長期軟禁在綠島。在這期間，國防部長期照顧其家屬。
1981年，台湾警备总司令部出资30万元新台币，买下永和一处房产，将产权交给郭廷亮的儿子郭志忠。1982年，郭廷亮被解雇，他曾向上級陳情，要求照顧他的生活，但沒有得到回應，於7月1日返回台灣。从警备司令部一次获得60万元新台币的“生活补助费”。1984年，郭廷亮再度向政府陳情，警備總司令陳守山上將下令，與郭廷亮訂立五年飼鹿條約，讓他再度回到綠島養鹿。
1988年蔣經國逝世，李登輝繼任中華民國總統；李登輝下令解除孫立人的軟禁。1990年，孫立人過世。郭廷亮了解當年孫立人兵變案的實情後，開始與其同袍連絡，積極奔走，希望平反孫立人。警備總部每年與郭廷亮重定飼鹿合約，年年加薪，也派人向郭廷亮要求不要參與平反孫立人活動，但遭到拒絕。警備總部派人跟監郭廷亮。
1991年11月16日上午11時25分，71歲還身體壯碩硬朗的郭廷亮在参加筹备孙立人将军周年忌辰活动后准备返回桃园家中，自台北搭第109次復興號至中壢，在中壢火車站12時15分，火車開始滑行約30公尺時，郭氏突然被發現離開車內，掉落月台的第七、八車廂之間。最初被送到中坜车站附近的新国民医院，后又移送省立桃园医院，当晚再被转送至台北荣民总医院的神经加护中心病床，依靠药物和器械维持血压和生命。1991年11月24日下午1时45分，医学死亡。
2017年10月，長久以來此案告密者就史料與已揭露資訊並不知為何人所為，後因一起軍備局產權訴訟判決，法院文件揭露出1955年陸軍第十軍中校劉永德曾於1955年檢舉郭廷亮意圖發動兵變，經第十軍政戰部主任阮成章少將轉報，由前總統蔣經國（時任國防會議副秘書長）指派劉永德深入叛亂組織擔任內線，為時數月後揭發叛變案。後來蔣經國下令「便簽」交辦，特准核撥獎勵專款八萬元給予劉永德獎勵。

## 死因
根據檢察官開立的死亡證明，郭廷亮是自殺或意外身亡，但其中仍有些許疑點，例如驗屍報告中認為郭廷亮是遭人抛出車外。在郭廷亮返台之後，警備總部長期派人跟監郭廷亮；逝世當天，警備總部同樣派了兩名人員跟監郭，這讓人懷疑警備總部跟郭廷亮的死有關。
郭的死亡被民進黨等團體及當下輿論懷疑是遭警備總部或其他情治單位所謀殺，針對此疑點，郭廷亮的長子郭家瑜在2017年5月30日接受黃光芹電臺專訪時，亦認為其父死於謀殺。然而經過他自己初步的調查，他卻研判殺害其父者可能不是警備總部或其他情治單位，而是另有其人。臺灣解嚴以後，對戒嚴時期疑案的翻案風盛行。當時孫立人兵變案部分相關人與其父並無來往，亦在爭取政府相關賠償。郭家瑜認為其父出面澄清真相，恐損那群人的利益，致此引發殺機。至於民進黨等團體認為的兇手－警備總部，郭家瑜自言，當下其父對警備總部相關人士皆積極配合調查，且推論不到任何讓警備總部殺他的動機，因此認為絕對應該不是警備總部。
我覺得那個時候的互動，父親跟他們（警備總部的人）配合得很好，他們（警備總部的人）只是為了升將軍。——郭家瑜
郭家瑜並斥責部分談論兵變案與郭廷亮跳車案的書籍是胡說八道，同時也希望「現在這個政府」（時為蔡英文政府）對孫案進一步公布真相。
孫案不只是為了我父親，且牽連的絕對不是媒體上說的幾百人，（而是）上千人的前途都受影響了。——郭家瑜

## 家庭
妻子李玉竹，兒子郭台雄、 女兒郭台鳳。1955年郭廷亮入獄時，他們也被警備總部帶到重刑犯監獄。毛惕園將長子郭台雄改名為郭志忠，長女郭台鳳改為郭志強。郭志忠已改為乳名郭家瑜，孫子郭俊宏。